# Pyrrhocoris
Pyrrhocoris es un género de insectos hemípteros de la familia Pyrrhocoridae.
Hay alrededor de seis especies. La especie mejor conocida es Pyrrhocoris apterus, Muchos aspecctos de la biología de esta especie han sido estudiados a fondo. Se alimentan de Malvaceae.
Las especies incluyen:
- Pyrrhocoris apterus
- Pyrrhocoris fuscopunctatus
- Pyrrhocoris marginatus
- Pyrrhocoris sibiricus
- Pyrrhocoris sinuaticollis